# Zelotes chotorus
Zelotes chotorus este o specie de păianjeni din genul Zelotes, familia Gnaphosidae, descrisă de Roewer, 1961.
Este endemică în Afghanistan. Conform Catalogue of Life specia Zelotes chotorus nu are subspecii cunoscute.